# لوري أغنيس
لوري أغنيس (بالألمانية: Lore Agnes) (و. 1876 – 1953 م) هي سياسية ألمانية، ولدت في بوخوم، كانت عضوةً في الحزب الديمقراطي الاجتماعي الألماني، توفيت في كولونيا، عن عمر يناهز 77 عاماً.

## مناصب
تولت منصب عضو مجلس النواب الألماني للجمهورية فايمار.